# Critzumer Kirche

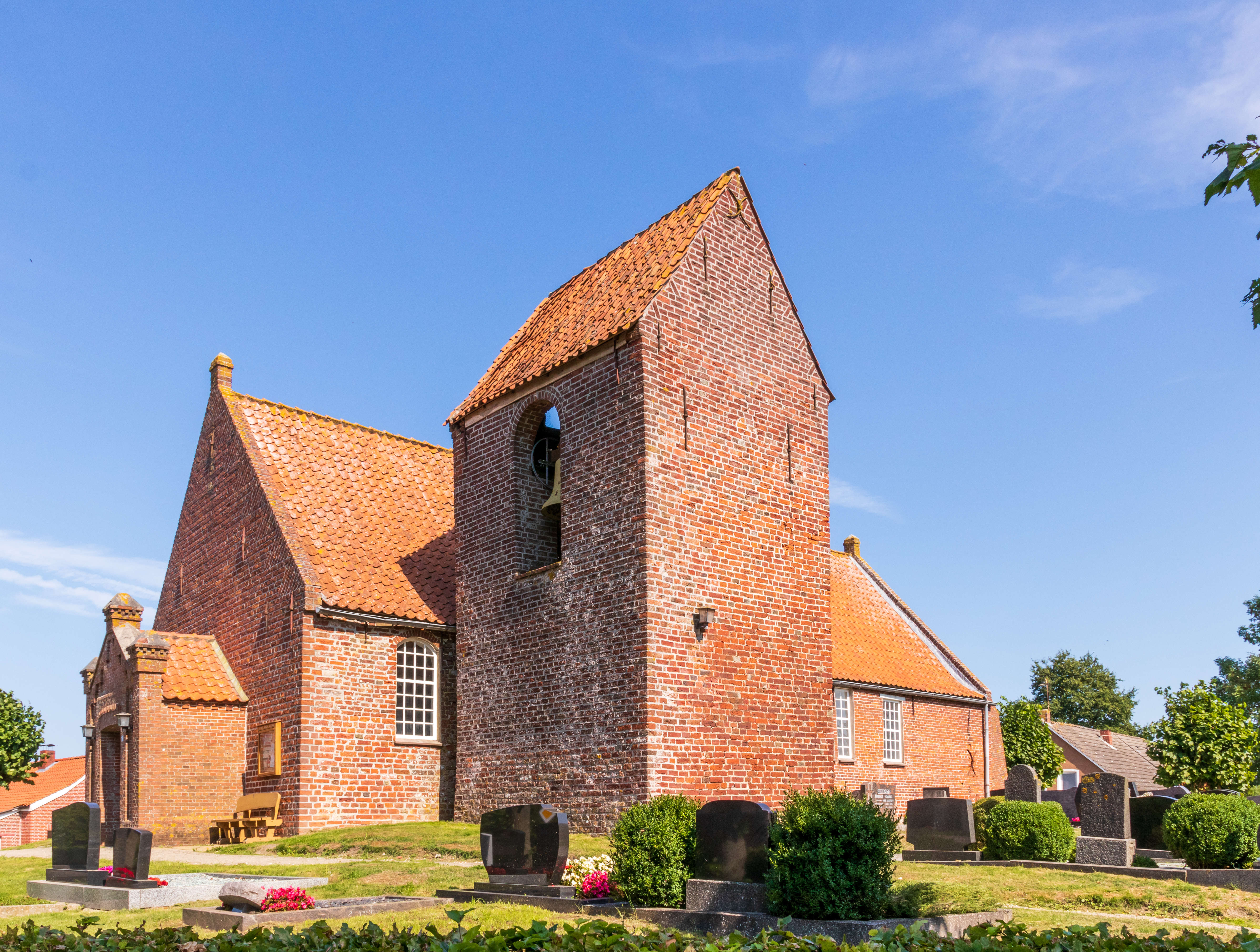
Critzumer Kirche von Südwesten

Die Critzumer Kirche ist eine evangelisch-reformierte Kirche in der Ortschaft Critzum in der Gemeinde Jemgum im Landkreis Leer in Ostfriesland, die im 13. Jahrhundert auf einer Warft errichtet wurde.

## Geschichte und Baubeschreibung

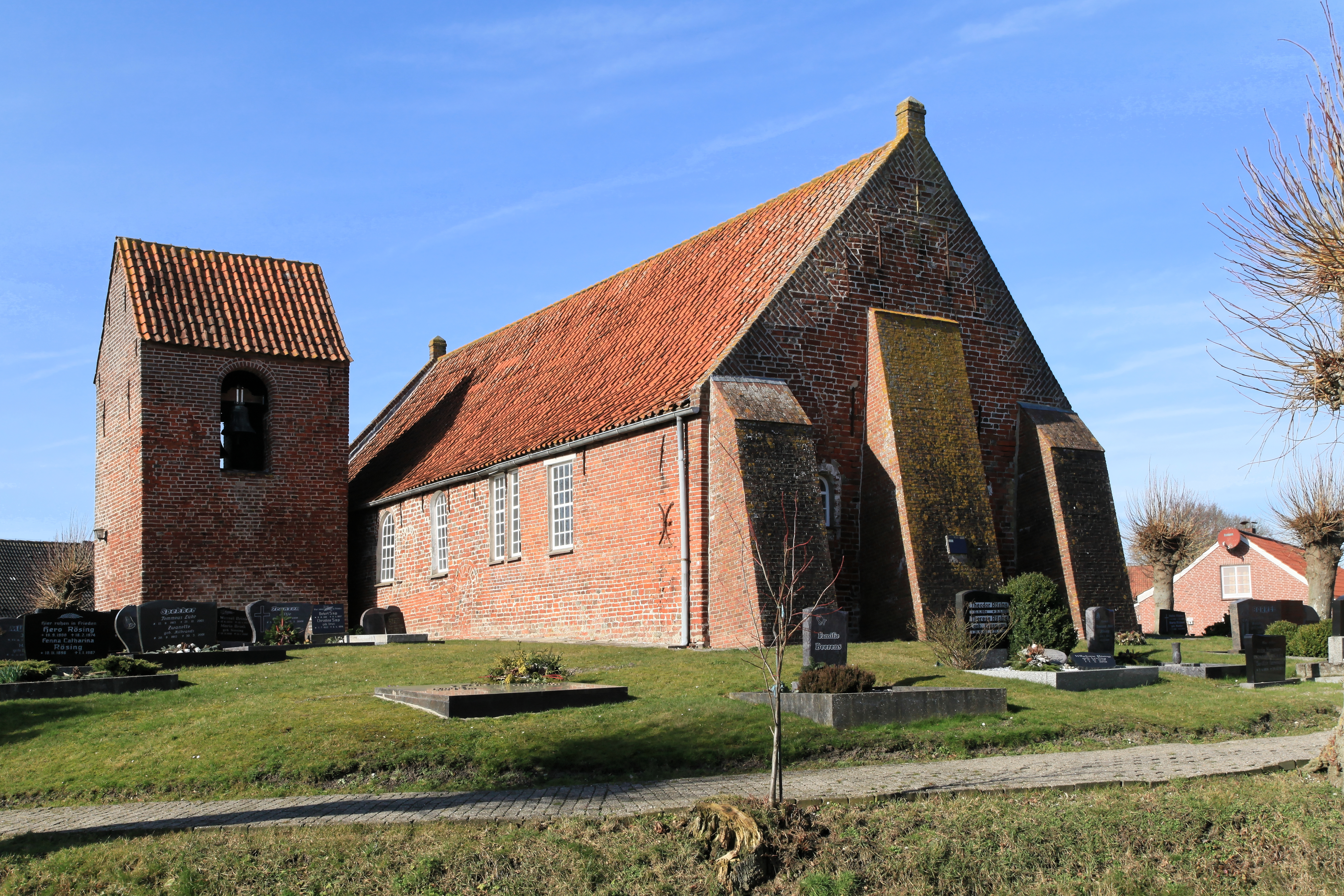
Strebepfeiler an der Ostseite

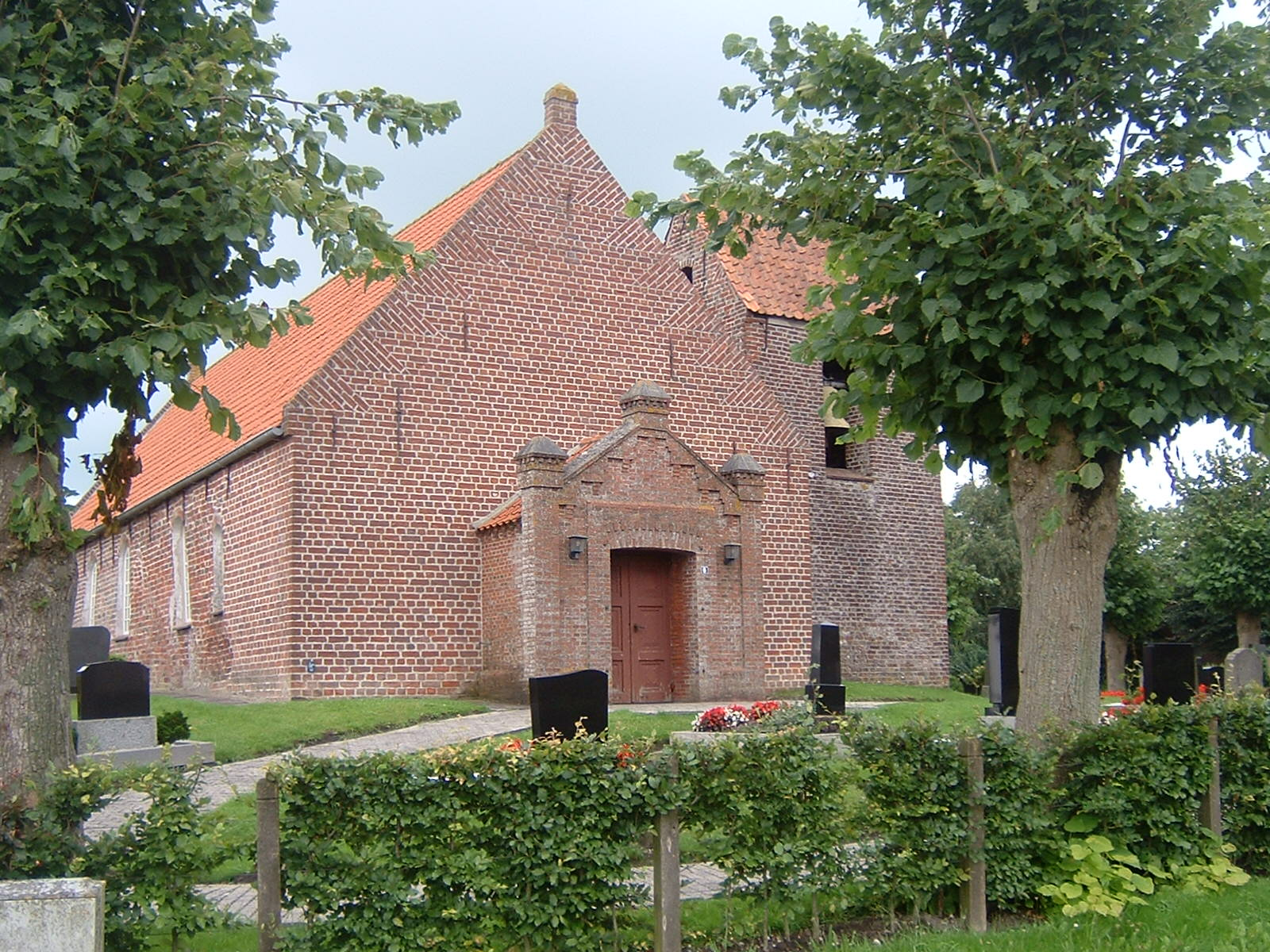
Critzumer Kirche mit Westportal im Jahr 2005

Im Mittelalter gehörte Critzum zur Propstei Hatzum im Bistum Münster. Im Zuge der Reformation wandte sich die Gemeinde dem reformierten Bekenntnis zu. Für das Jahr 1555 sind evangelische Geistliche namentlich bezeugt.
Im 13. Jahrhundert wurde die rechteckige Saalkirche im Zentrum des Dorfes auf einer runden Warft angelegt und diente den lokalen Häuptlingen als Wehrkirche. Der Backsteinbau ist noch heute von einem breiten Graben umgeben. Da die Kirche kein Fundament aufweist, stützen an der Ostseite drei mächtige Strebepfeiler das Gebäude. Die meisten kleinen rundbogigen Fenster und Portale an den Längsseiten wurden später zugemauert. An der Südseite blieben die romanischen Fenster erhalten. Im 15. Jahrhundert erfolgte ein eingreifender Umbau. Der gedrungene Glockenturm des „geschlossenen Typs“ soll früher höher gewesen sein und den Emsschiffen als Leuchtturm gedient haben. Eine Glocke aus dem 13. Jahrhundert ist seit 1917 verschollen und wurde vermutlich zu Rüstungszwecken eingeschmolzen.

## Ausstattung

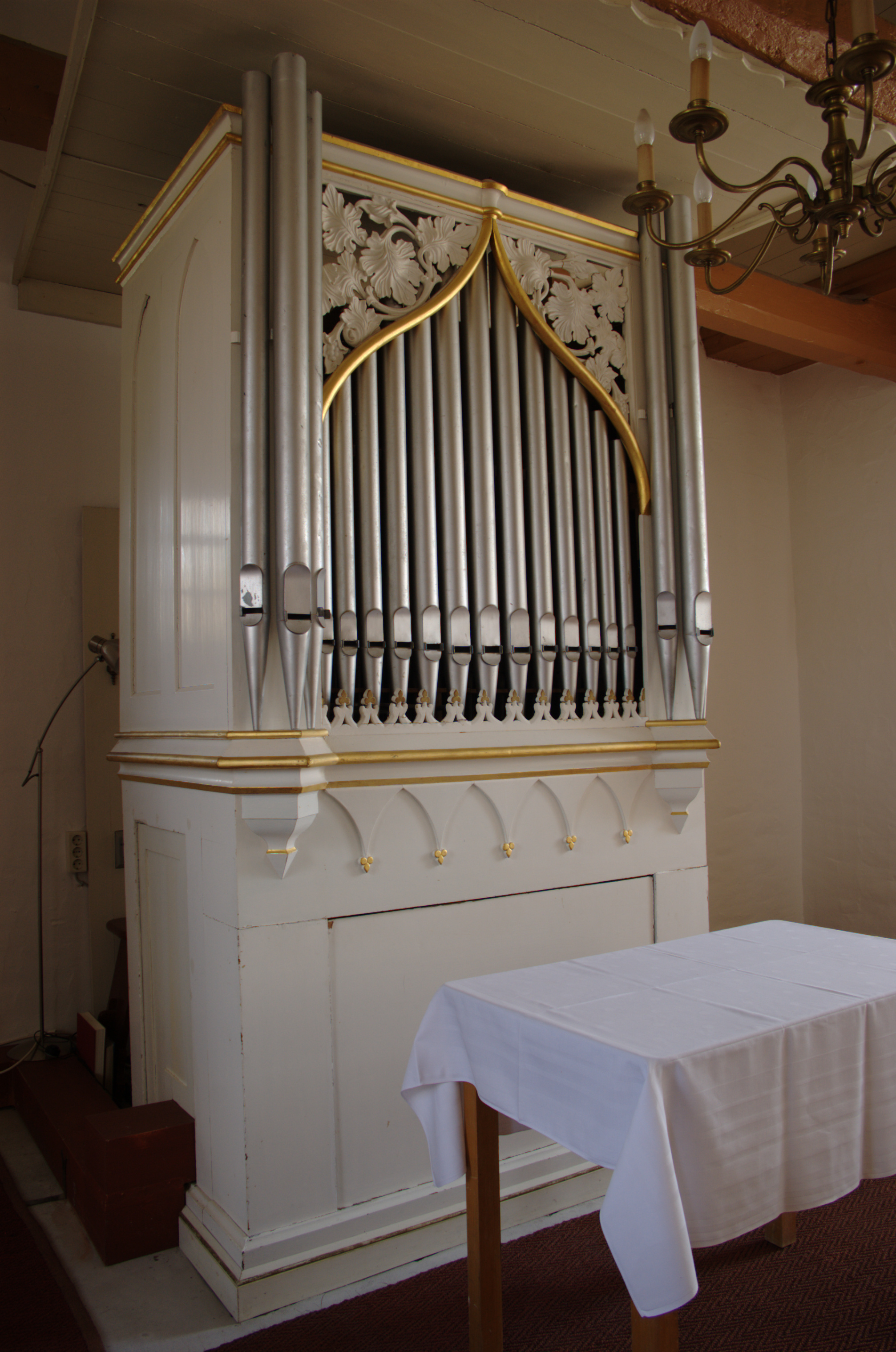
Walcker-Orgel von 1939

In den schlichten Innenraum ist eine leicht gewölbte Holzdecke eingezogen. Die weiß gefasste Kanzel mit Vergoldungen stammt aus der zweiten Hälfte des 17. Jahrhunderts und zeigt weibliche Fabelwesen mit Klauen, möglicherweise Spinxe oder Sirenen als mythologische Sagengestalten der Antike.
Die Orgel entstand durch den Umbau einer Hamburger Schulorgel von 1853 durch Christian Heinrich Wolfsteller und wurde 1939 von der Firma Eberhard Friedrich Walcker hinter dem neugotischen Prospekt umgebaut. Die Krummhörner Orgelwerkstatt hat sie renoviert. Zu den Vasa Sacra gehören ein Becher von 1668 mit Umschriftung und Meisterzeichen, ein 1783 gestifteter Brotteller, eine Taufschale aus Zinn (1831) und eine Kanne aus Neusilber (1869).